# Złoty Stok (gmina)
Złoty Stok – gmina miejsko-wiejska w województwie dolnośląskim, w powiecie ząbkowickim.
W latach 1975–1998 gmina położona była w województwie wałbrzyskim.
Siedzibą gminy jest miasto Złoty Stok.

## Struktura powierzchni
Według danych z roku 2002 gmina Złoty Stok ma obszar 75,63 km², w tym:
- użytki rolne: 45%
- użytki leśne: 46%

Gmina stanowi 9,43% powierzchni powiatu.

## Demografia
Według danych z 30 czerwca 2004 gminę zamieszkiwało 4807 osób. Natomiast według danych z 31 grudnia 2019 roku gminę zamieszkiwało 4447 osób.

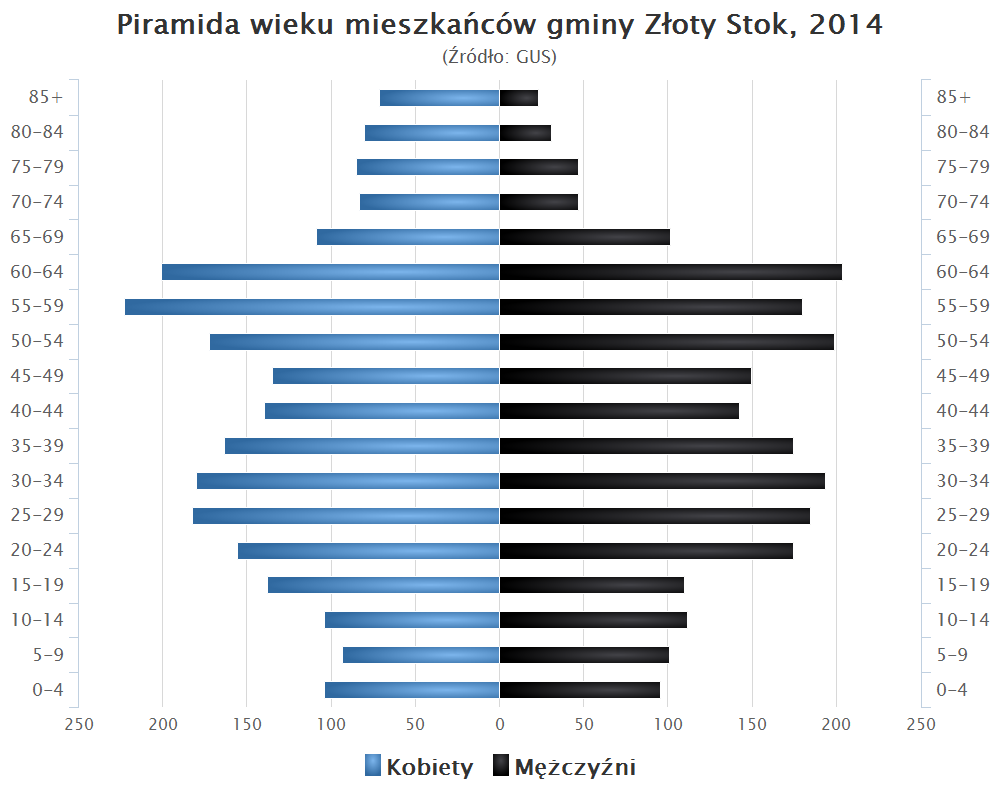
Piramida wieku mieszkańców gminy Złoty Stok w 2014 roku

Według danych z 30 czerwca 2020 roku gminę zamieszkiwały 4422 osoby.
Dane z 31 grudnia 2017 roku:
| Opis                              | Ogółem | Ogółem | Kobiety | Kobiety | Mężczyźni | Mężczyźni |
| --------------------------------- | ------ | ------ | ------- | ------- | --------- | --------- |
| jednostka                         | osób   | %      | osób    | %       | osób      | %         |
| populacja                         | 4 568  | 100    | 2 361   | 51,7    | 2 207     | 48,3      |
| gęstość zaludnienia (mieszk./km²) | 61     | 61     | 31      | 31      | 30        | 30        |

## Sołectwa
- Błotnica
- Chwalisław
- Laski
- Mąkolno
- Płonica

## Piłkarskie kluby sportowe
- Unia Złoty Stok,
- Orzeł Mąkolno,
- Kłos Laski,
- Perła Płonica.

## Sąsiednie gminy
Bardo, Kamieniec Ząbkowicki, Kłodzko, Lądek-Zdrój, Paczków, Bílá Voda Gmina sąsiaduje z Czechami.